# Fumio Demura
Fumio Demura  (出村 文男?) (Yokohama, 15 settembre 1938 – California, 24 aprile 2023) è stato un artista marziale e attore giapponese, divenuto famoso soprattutto come maestro di karate e kobudo.
Al momento del decesso era uno hanshi ("insegnante esemplare") 9º dan nello stile shitō-ryū.
Negli anni '80 Demura fu coinvolto nella serie cinematografica di The Karate Kid, facendo la controfigura di Pat Morita che interpretava il sensei Miyagi. Lo sceneggiatore Robert Mark Kamen dichiarò che il signor Miyagi prendeva il nome da Chōjun Miyagi, il fondatore dello stile di karate Goju-ryu, e che Fumio Demura era una delle fonti di ispirazione per il personaggio. 

## Biografia

### Gioventù
Demura nacque il 15 settembre 1938 a Yokohama, in Giappone. All'età di 9 anni iniziò a studiare karate e kendō con un istruttore chiamato Asano. All'età di 12 iniziò ad allenarsi con Ryusho Sakagami il karate Itosu-kai.
Demura raggiunse la cintura nera 1º dan nel 1956, e vinse l'East Japan Karate Championship nel 1957. Nel 1959 iniziò la pratica del kobudo, uno stile di arti marziali armato originario di Okinawa, sotto la direzione di Taira Shinken. Nel 1963, Demura incontrò lo studente Donn Draeger, che lo presentò a Dan Ivan, il quale successivamente lo porterà negli Stati Uniti d'America come istruttore di karate.

### Negli Stati Uniti
Nel 1965 Demura si trasferì negli Stati Uniti, rappresentando la Japan Karatedo Itosu-kai. Residente nella California sudorientale, divenne noto per la sua abilità nel karate e nel kobudo. Nel 1971, raggiunse il grado di 5º dan, e lo mantenne sino al 1982. Nel corso degli anni 1970 e 1980, Demura scrisse numerosi libri sulle arti marziali, fra i quali: Karate Shito-Ryu (1971), Advanced nunchaku (1976, coautore), Tonfa: Karate weapon of self-defense (1982), Nunchaku: Karate weapon of self-defense (1986), Bo: Karate weapon of self-defense (1987) e Sai: Karate weapon of self-defense (1987).